# Каменный Лес (посёлок)
Ка́менный Лес — посёлок в Дмитровском районе Орловской области. Входит в состав Лубянского сельского поселения.

## География
Расположен в 19 км к востоку от Дмитровска на левом берегу реки Неживки при впадении в неё реки Швиклы. Высота над уровнем моря — 243 м.

## Этимология
Получил название от близлежащего леса, где жители окрестных селений находили большие белые камни, которые использовали для заточки ножей.

## История
В 1937 году в посёлке было 18 дворов. Во время Великой Отечественной войны, с октября 1941 по 9 августа 1943 года, находился в зоне немецко-фашистской оккупации. Освобождён 15-й стрелковой дивизией.

## Население
| Годы      | 2002 | 2010 |
| --------- | ---- | ---- |
| Население | 6    | →6   |